# Batrach kwiczący
Batrach kwiczący (Allenbatrachus grunniens) – gatunek jadowitej ryby z rodziny batrachowatych.

## Występowanie
Wschodni Ocean Indyjski oraz Pacyfik, spotykany w Zatoce Perskiej, również w słonawych wodach delty Mekongu.
Żyje nad dnem mulistym głównie w przybrzeżnych wodach. Preferuje wody o temperaturze 23–28 °C i pH 7,8–8,5.

## Cechy morfologiczne
Osiąga 30 cm długości.